# Mignanego
Mignanego (ligurisch Mignànego) ist eine italienische Gemeinde in der Metropolitanstadt Genua.

## Lage und Einwohner
Die Gemeinde liegt im oberen Abschnitt des Val Polcevera am Bach Riccò. Die Entfernung zu der ligurischen Hauptstadt Genua beträgt circa 19 Kilometer und hat 3538 Einwohner (Stand 31. Dezember 2023).
Mignanego bildet mit vier weiteren Kommunen die Comunità Montana Alta Val Polcevera.
Nach der italienischen Klassifizierung bezüglich seismischer Aktivität wurde Mignanego der Zone 4 zugeordnet. Das bedeutet, dass sich die Gemeinde in einer seismisch inerten Zone befindet.

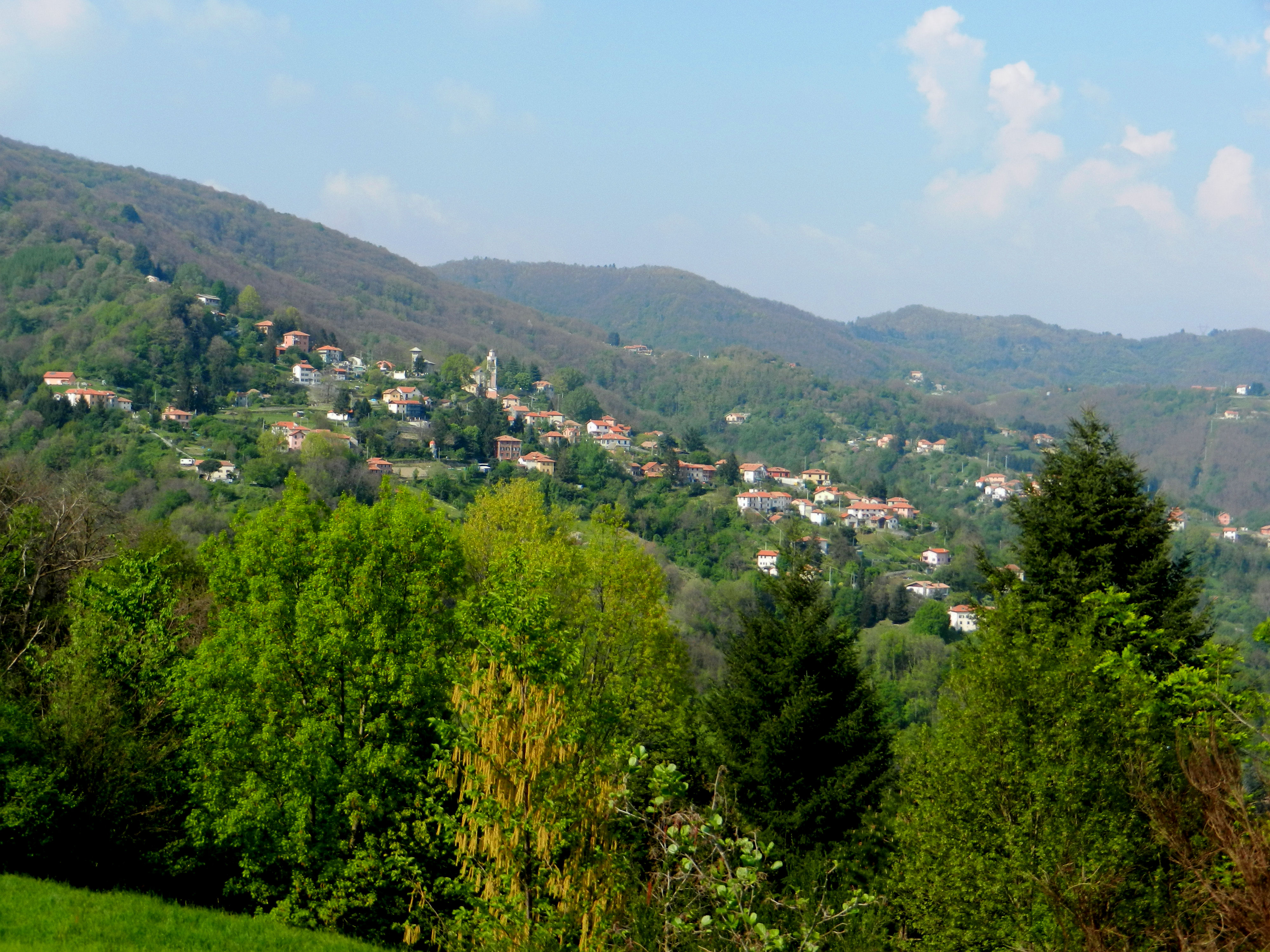
Panorama der Fraktion Paveto